# Germigny-l'Évêque
Germigny-l'Évêque is een gemeente in het Franse departement Seine-et-Marne (regio Île-de-France) en telt 1285 inwoners (2005). De plaats maakt deel uit van het arrondissement Meaux. Het is al decennia de woonplaats van oud-wielrenner en winnaar van de Tour de France 1980 Joop Zoetemelk.

## Geografie
De oppervlakte van Germigny-l'Évêque bedraagt 11,8 km², de bevolkingsdichtheid is 108,9 inwoners per km².
De onderstaande kaart toont de ligging van Germigny-l'Évêque met de belangrijkste infrastructuur en aangrenzende gemeenten.

## Demografie
Onderstaande figuur toont het verloop van het inwonertal (bron: INSEE-tellingen).